# Walter van den Bergh
Walter van den Bergh (Tilburg, 29 oktober 1887 – Voorburg, 31 december 1943) was een Nederlands voetballer. 
De doelman speelde tussen 1902 en 1917 voor Willem II. Van den Bergh was basisspeler toen Willem II in 1915/16 voor het eerst in de historie landskampioen voetbal werd.
Hij was een zoon van wollenstoffenfabrikant Louis Etienne van den Bergh (1844-1915). Toen van den Bergh stopte met voetbal werd hij opgenomen in de directie van een textielfabriek in Tilburg.